# Galway United Football Club
Il Galway United Football Club è una società di calcio professionistica irlandese con sede a Galway. Il soprannome dei giocatori è The Tribesman ("Gli uomini delle tribù"), dato che Galway viene chiamata Città delle Tribù in virtù dei suoi 13 clan medievali. Gioca le sue partite casalinghe in tenuta granata con risvolti bianchi allo stadio Terryland Park.
Nella stagione 2024 il club milita in League of Ireland .

## Organico stagione 2020
Ultimo aggiornamento: 31 marzo 2020
| N. |                        | Ruolo | Calciatore          |
| -- | ---------------------- | ----- | ------------------- |
| 1  | Irlanda (bandiera)     | P     | Kevin Horgan        |
| 2  | Irlanda (bandiera)     | D     | Jack Lynch          |
| 3  | Irlanda (bandiera)     | D     | Marc Ludden         |
| 4  | Stati Uniti (bandiera) | D     | Joshua Smith        |
| 5  | Irlanda (bandiera)     | D     | Killian Brouder     |
| 6  | Irlanda (bandiera)     | C     | Maurice Nugent      |
| 7  | Irlanda (bandiera)     | C     | Timmy Molloy        |
| 8  | Irlanda (bandiera)     | C     | Shane Duggan        |
| 9  | Irlanda (bandiera)     | A     | Mikey Place         |
| 10 | Irlanda (bandiera)     | C     | Conor Barry         |
| 11 | Irlanda (bandiera)     | C     | Dean O'Halloran     |
| 12 | Irlanda (bandiera)     | C     | Stephen Christopher |
| 13 | Irlanda (bandiera)     | A     | Conor Melody        |
| 14 | Irlanda (bandiera)     | A     | Enda Curran         |
| 15 | Irlanda (bandiera)     | C     | Donal Higgins       |

| N. |                      | Ruolo | Calciatore            |
| -- | -------------------- | ----- | --------------------- |
| 16 | Irlanda (bandiera)   | P     | Michael Schlingermann |
| 17 | Spagna (bandiera)    | C     | Alberto Cabanyes      |
| 18 | Irlanda (bandiera)   | D     | Kevin Farragher       |
| 19 | Canada (bandiera)    | C     | Dylan Sacramento      |
| 20 | Irlanda (bandiera)   | C     | Jack O'Connor         |
| 21 | Irlanda (bandiera)   | D     | Christopher Horgan    |
| 22 | Irlanda (bandiera)   | P     | Cian Mulryan          |
| 23 | Belgio (bandiera)    | D     | Timo Parthoens        |
| 24 | Irlanda (bandiera)   | C     | Joe Collins           |
| 25 | Sudafrica (bandiera) | C     | Carlton Ubaezuonu     |
| 26 | Irlanda (bandiera)   | D     | Cian Murphy           |
| 27 | Irlanda (bandiera)   | C     | Sam Warde             |
| 28 | Irlanda (bandiera)   | A     | Wilson Waweru         |
| 29 | Irlanda (bandiera)   | A     | Vinny Faherty         |

## Palmarès

### Competizioni nazionali
- Coppa d'Irlanda: 1

1991
- League of Ireland First Division: 2

1992-1993, 2023

### Altri piazzamenti
- Campionato irlandese:

Secondo posto: 1985-1986
Terzo posto: 1993-1994
- Coppa d'Irlanda:

Finalista: 1984-1985
Semifinalista: 2008, 2023
- Coppa di Lega irlandese:

Finalista: 1980-1981, 2015
Semifinalista: 2008, 2017
- FAI First Division:

Secondo posto: 1998-1999
Terzo posto: 2002-2003, 2006, 2014

## Statistiche e record

### Statistiche nelle competizioni UEFA
Tabella aggiornata alla fine della stagione 2018-2019.
| Competizione                  | Partecipazioni | G | V | N | P | RF | RS |
| ----------------------------- | -------------- | - | - | - | - | -- | -- |
| Coppa delle Coppe             | 2              | 4 | 0 | 0 | 4 | 2  | 11 |
| Coppa UEFA/UEFA Europa League | 1              | 2 | 0 | 0 | 2 | 2  | 8  |